# Ajuga laxmannii
Ajuga laxmannii là một loài thực vật có hoa trong họ Hoa môi. Loài này được (Murray) Benth. mô tả khoa học đầu tiên năm 1835.